# پک (کانزاس)
پک (به انگلیسی: Peck) یک منطقهٔ مسکونی در ایالات متحده آمریکا است که در شهرستان سجویک، کانزاس واقع شده‌است.